# Сухий Василь Васильович
Василь Васильович Сухий (15 квітня 1944, с. Піщанка, Новомосковський район, Дніпропетровська область — січень 2023) — український політичний діяч. Член Політвиконкому Політради партії «Об'єднані ліві і селяни».

## Біографія
Народився в сім'ї робітників.
Закінчив Харківський зооветеринарний інститут за фахом вчений-зоотехнік.
Трудовий шлях розпочав у 1961 році токарем Новомосковського автопарку.
З 1963 — служба в Радянській Армії.
З 1966 — інструктор, зав. оргвідділом Новомосковського РК ЛКСМУ.
Член КПРС з 1968 року.
З 1970 — інструктор, заст. завідувача відділу комсомольських організацій Дніпропетровського ОК ЛКСМУ; заочно закінчив Харківський зооветеринарний інститут.
З 1976 — заступник голови колгоспу "Червоний партизан", ім. Котовського, голова колгоспу ім. Калініна Новомосковського р-ону Дніпропетровської обл.
З 1979 — інструктор сільгоспвідділу Дніпропетровського обласного комітету КПУ.
З 1980 — начальник відділу виробництва тваринницької продукції - заступник начальника Дніпропетровського обласного управління сільського господарства
З 1981 року — 1-й секретар Межівського районного комітету КПУ Дніпропетровської області.
З 1986 року — 1-й секретар Павлоградського районного комітету КПУ Дніпропетровської області.
Народний депутат І скликання. 18.03.1990 обраний Народним депутатом України, 2-й тур 66.98% голосів, 6 претендентів. Голова Комісії ВР України з питань відродження та соціального розвитку села.
З 1992 року — Президент концерну «Укрм'ясо».
Нагороджений орденом «Знак Пошани», медалями, присвоєно звання «Заслужений працівник сільського господарства».
Одружений, має дітей. Помер у 2023 році січні місяці.